# カリロウ・ファディガ
カリロウ・ファディガ（Khalilou Fadiga、1974年12月30日 - ）は、セネガルの元サッカー選手。元セネガル代表。ポジションはミッドフィールダー。

## 来歴
1999年にセネガル代表デビュー。アフリカネイションズカップ2002では5試合に出場、セネガル史上初の決勝進出を果たした。セネガルとして初の出場となった2002 FIFAワールドカップでは全5試合に出場、1得点をあげ、ベスト8まで勝ち上がった。2008年までに39試合に出場、4得点をあげた。

## 代表歴

### 出場大会
- セネガル代表
  - 2002 FIFAワールドカップ

### 試合数
- 国際Aマッチ 39試合 4得点（1999年-2008年）[1]

| セネガル代表 | 国際Aマッチ | 国際Aマッチ |
| 年           | 出場        | 得点        |
| ------------ | ----------- | ----------- |
| 1999         | 1           | 0           |
| 2000         | 7           | 1           |
| 2001         | 9           | 1           |
| 2002         | 15          | 1           |
| 2003         | 3           | 0           |
| 2004         | 0           | 0           |
| 2005         | 3           | 1           |
| 2006         | 0           | 0           |
| 2007         | 0           | 0           |
| 2008         | 1           | 0           |
| 通算         | 39          | 4           |